# НБА финале 2023.
Финале НБА лиге 2023. била је завршна серија НБА лиге у сезони 2022/23. Финале се играло између шампиона Западне конференције Денвер нагетса и шампиона Источне конференције Мајами хита. Серија је почела 1. јуна и трајала је до 12. јуна.
Ово је друго финале у коме је учествовао тим из Северозападне дивизије од када је она основана 2004. године (први пут је Оклахома Сити тандер играла финале 2012). Денвер је такође први пут учествовао у финалу. Осми носилац је први пут играо у финалу од 1999. године и тадашњих Њујорк никса. Други пут се од 2010. године одржало финале у којем нису играли ни Леброн Џејмс ни Стефен Кари.
Финале је у Србији директно преносила Арена спорт. Од српских кошаркаша и тренера за Нагетсе је играо Никола Јокић, а један од помоћних тренера је био Огњен Стојаковић, док је за Мајами играо Никола Јовић.
Денвер је резултатом 94 : 89 у петој утакмици победио Мајами хит и тиме освојио своју прву шампионску титулу. Никола Јокић је проглашен за најкориснијег играча финала (МВП), чиме је постао први центар који је освојио ту награду после Шакила О’Нила.

## Претходни наступи у финалима
| Клуб           | Претходни наступи у финалима (подебљане године означавају победника те године) |
| -------------- | ------------------------------------------------------------------------------ |
| Денвер нагетси | 0 у НБА, 1 у АБА (1976)                                                        |
| Мајами хит     | 6 (2006, 2011, 2012, 2013, 2014, 2020)                                         |

## Дворане и улазнице
| Денвер            | Бол аренаКасеја центар Дворане у финалу НБА 2023. на карти САД (Аљаска и Хаваји нису приказани). | Мајами            |
| Бол арена         | Бол аренаКасеја центар Дворане у финалу НБА 2023. на карти САД (Аљаска и Хаваји нису приказани). | Касеја центар     |
| Капацитет: 19.520 | Бол аренаКасеја центар Дворане у финалу НБА 2023. на карти САД (Аљаска и Хаваји нису приказани). | Капацитет: 19.600 |
|                   | Бол аренаКасеја центар Дворане у финалу НБА 2023. на карти САД (Аљаска и Хаваји нису приказани). |                   |

### Бол арена, Денвер
Пошто је Денвер имао бољи учинак током регуларног дела сезоне, имаће предност домаћег терена на својој Бол арени. Тамо ће се у овој серији играти прве две утакмице и евентуално пета и седма утакмица. Када Денвер буде играо у гостима, односно у трећој, четвртој и евентуално шестој утакмици, биће организовано заједничко гледање утакмице у дворани за навијаче, тј. .
Дворана Нагетса Бол арена се раније звала Пепси центар и прима око 19.520 особа за кошаркашке утакмице. Дворана је вишенаменска и у њој се поред спортова одржавају и концерти. У њој играју и тим из НХЛ-а Колорадо Аваланч као и тим лакроса у затвореном Колорадо мамут. У овој сезони је близу обе линије за слободна бацања исписан број 5280, који означава надморску висину Денвера, познатог и као Град на једној миљи (Mile high City). Као и све дворане у сезони 2022/23, код записничког стола у ауту се, у част Била Расела, налази бели број 6 на црној позадини.
Овде је у утакмици предсезоне 3. октобра 2009. Денвер играо против КК Партизан, и победио их резултатом 102:70.
Цена улазнице за другу утакмицу се креће од 716 до преко 19.000 америчких долара. За трећу утакмицу, која се игра у Мајамију 7. јуна, биће одржано заједничко гледање утакмице за навијаче. Цена појединачне улазнице за сва места у дворани износи 20$. И за четврту утакмицу је цена за заједничко гледање у дворани иста. За 5. утакмицу, која се игра овде 12. јуна, карте се крећу од 895$ до преко 24.000$.

### Касеја центар, Мајами
Као екипа с лошијим учинком у регуларној сезони, Мајами хит нема предност домаћег терена и у складу с тим се у њиховом Касеја центру игра трећи, четврти и евентуални шести меч финалне серије. Попут Бол арене у Денверу, када Мајами буде играо у гостима, у дворани се одржава заједничко гледање утакмице за навијаче, тј. .
Касеја центар је током историје био познат као Американ ерлајнс арена (1999—2021), FTX арена (2021—2023) и Мајами-Дејд арена (2023). Током сезоне 2022/23. три пута је мењала име: након банкротства компаније FTX, име је промењено у Мајами-Дејд арена да би софтверска компанија Касеја (Kaseya) из Мајамија 4. априла 2023. договорила куповину права на њено име па је од тада дворана постала Касеја центар. Дворана прима око 19.600 људи за кошаркашке утакмице, а поред њих се у њој одржавају и концерти, MMA борбе, рвање, и други догађаји. Има могућности и за хокеј на леду, али Флорида пантерси не играју ту, већ у сопственој хали.
Цена за заједничко гледање друге утакмице, која се игра у Денверу, за сва места у дворани износи 10 америчких долара. Улазница за трећу утакмицу, која се игра у овој дворани 7. јуна, износи од 420$ до преко 7.500$. За четврту утакмицу износе од 347$ до преко 7.500$. Заједничко гледање 5. утакмице, која се игра у Денверу, за сва места у дворани износи 10$..

## Састави екипа
Денвер је углавном играо са 8 играча у ротацији. Једини играч пре овог финала из Денвера који је освојио шампионску титулу је био Кентавијус Колдвел-Поуп, који ју је освојио са Лејкерсима 2020. У свом саставу су имали ветерана Џефа Грина, коме је ово једанаеста екипа у НБА за коју наступа, и Иша Смита, који је рекордер у историји НБА са 13.
Мајами хит је током ове серије, и већег дела плеј-офа, играо без Виктора Оладипа и Тајлера Хира који су били повређени. Кајл Лаури је плански улазио са клупе, а од друге утакмице финала Кевин Лав је играо у страртној петорци. Јудонис Хаслем, ветеран који има 43 година, учествовао је у сваком финалу који је Мајами играо у својој досадашњој историји.

## Преглед серије
| Утакмица         | Датум   | Домаћи тим     | Резултат          | Гостујући тим  |
| ---------------- | ------- | -------------- | ----------------- | -------------- |
| Прва утакмица    | 1. јун  | Денвер нагетси | 104 : 93 (1 : 0)  | Мајами хит     |
| Друга утакмица   | 4. јун  | Денвер нагетси | 108 : 111 (1 : 1) | Мајами хит     |
| Трећа утакмица   | 7. јун  | Мајами хит     | 94 : 109 (1 : 2)  | Денвер нагетси |
| Четврта утакмица | 9. јун  | Мајами хит     | 95 : 108 (1 : 3)  | Денвер нагетси |
| Пета утакмица    | 12. јун | Денвер нагетси | 94 : 89 (4 : 1)   | Мајами хит     |
| Шеста утакмица   | 15. јун | Мајами хит     |                   | Денвер нагетси |
| Седма утакмица   | 18. јун | Денвер нагетси |                   | Мајами хит     |

## Преглед утакмица
Напомена: Сатница је по Источноамеричкој временској зони (ЕДТ) (UTC-4). Уколико је дворана смештена у другој временској зони, такође је дато локално време. Такође је дата сатница по ЦЕТ (УТЦ+1), којa се користи у Србији и Црној Гори.

### Прва утакмица
| 1. јун 20.30 (18.30 по МДТ; 2.30 по ЦЕТ) | Извештај | Денвер нагетси 104, Мајами хит 93                                                  | Денвер нагетси 104, Мајами хит 93 | Денвер нагетси 104, Мајами хит 93           | Бол арена, Денвер Гледаоци: 19.528 Судије: - Марк Дејвис - Дејвид Гатри - Ед Малој |  |
| 1. јун 20.30 (18.30 по МДТ; 2.30 по ЦЕТ) | Извештај | Четвртине: 20 : 29, 22 : 30, 21 : 25, 30 : 20                                      |                                   |                                             | Бол арена, Денвер Гледаоци: 19.528 Судије: - Марк Дејвис - Дејвид Гатри - Ед Малој |  |
| 1. јун 20.30 (18.30 по МДТ; 2.30 по ЦЕТ) | Извештај | Поени: Никола Јокић 27 Скокови: Мајкл Портер Млађи 13 Асистенције: Никола Јокић 14 |                                   | Бам Адебајо 26 Бам Адебајо 13 Џими Батлер 7 | Бол арена, Денвер Гледаоци: 19.528 Судије: - Марк Дејвис - Дејвид Гатри - Ед Малој |  |
| 1. јун 20.30 (18.30 по МДТ; 2.30 по ЦЕТ) | Извештај | Денвер је повео са 1 : 0                                                           |                                   |                                             | Бол арена, Денвер Гледаоци: 19.528 Судије: - Марк Дејвис - Дејвид Гатри - Ед Малој |  |

Мајами хит је до ове утакмице у свакој серији током плеј-офа 2022/23. побеђивао у првој утакмици. Денвер је с друге стране био непоражен на домаћем терену током плеј-офа. 
У првој четвртини је за Нагетсе Арон Гордон имао 12 поена уз шут 6/8. Џамал Мари је додао 8 поена, док је Никола Јокић постигао 4 поена из само једног шута из игре и 2 бацања, али је забележио 6 асистенција. За Хит је центар Бам Адебајо постигао 8 поена са 4/6 убачених шутева из игре, Џими Батлер је имао 7, а Гејб Винсент 5. Макс Струс и Кејлеб Мартин, који су у досадашњем плеј-офу играли јако добро, имали су 0 поена уз по 4 шута из игре. Струс је од тога промашио 3 тројке. Денвер је на крају 1. четвртине водио 29:20.
Адебајо је наставио с добром партијом и у другој четвртини с нових 8 поена (шут 4/7). Хејвуд Хајсмит је убацио 8, док је Струс промашио још 3 тројке. Батлер је само једном шутнуо на кош, и није постигао ниједан поен. За Денвер је Мари додао још 10 поена, Мајкл Портер Млађи 7 уз шут 3/4, док је Јокић са 2 бацања и 2/2 из игре убацио 6 поена, и поделио 4 асистенција. Нагетси су у другој четвртини победили са 30:22, а на полувреме се отишло са 59:44.
Током треће четвртине је Брус Браун, који углавном улази с клупе за Нагетсе, постигао 7 поена уз шут 3/3 из игре, Мари је додао 6 уз 4 асистенције, док је Јокић погодио једну тројку из 2 покушаја, убацио 2/4 бацања, а имао је и 6 ухваћених лопти уз 2 асистенције. Портер је постигао 4 поена, али и имао 0/3 за три поена. За Мајами је Адебајо и даље био најбољи стрелац са 8 поена, али је у овој четвртини имао шут 4/10. Џими Батлер је имао 4 поена и 3 асистенције, док су Гејб Винсент и Кајл Лаури дали по 3 поена. Макс Струс је наставио да се мучи с тројке, пошто је имао 0/3, а и Данкан Робинсон, који је до тада био доста прецизан одатле, имао је и својих 2 промашаја са линије за 3 поена. Нагетси су победили у трећој четвртини са 25:21, а укупан резултат после 3 четвртине је био 84:65.
Мајами је на почетку 4. четвртине направио брзу серију од 10:0, на шта је тренер Нагетса Мајк Малон одговорио тиме што је Јокића померио да игра на ниском посту, што је дало успеха, и он је у овој четвртини дао 12 поена уз шут 4/7 и 4 бацања, а додао је и 2 асистенције. Остатак Нагетса је лоше шутирао у последњој четвртини: Портер је са 0/4 био без поена, од чега је за 3 имао 0/3, Џамал Мари је такође имао 0/3 за 3 али је убацио један кош за два поена уз 2 асистенције. За Мајами ни Адебајо ни Батлер нису пуно шутирали. Батлер је имао 1/1 укупно, и постигао 2 поена уз 2 асистенције, док је Адебајо такође дао 2 поена уз 1/2, уз 5 ухваћених лопти и 2 асистенције. Налет Мајамија на почетку четвртине, а и при задњих 2 и по минута су предводили Хејвуд Хајсмит, Гејб Винсент и Кајл Лаури. Хајсмит је имао 12 поена уз 5/6 из игре, Лаури 6 са 2/3 за 3 поена уз 4 ухваћене лопте и 3 асистенције, и Винсент је дао 8 поена уз 3/6 из игре. Хајсмит је на 2:34 до краја постигао тројку после које је Мајами пришао на 9 поена разлике, али нису успели да даље смање разлику. Хит је на крају победио Денвер у 4. четвртини са 30:20, али је Денвер победио на целој утакмици са 104:93. Никола Јовић је на самом крају утакмице ушао за Мајами, при чему је за 33 секунде на терену имао једну ухваћену лопту у одбрани, и имао један промашај из игре.
Јокић, који је остварио трипл-дабл, и Мареј, који је постигао 26 поена, водили су Денвер до победе. Нагетси су губили само 34 секунде током утакмице, а највеће вођство које су имали је +24. Адебајо је имао 26 поена и 13 скокова за Мајами. Денвер је остао непоражен на свом терену у плеј-офу.
Од познатијих личности у публици су углавном били бивши и садашњи играчи НФЛ тима Денвер бронкоса: бивши квотербек Пејтон Менинг, садашњи Расел Вилсон и њихов тренер Шон Пејтон. Осим њих су у публици били и освајачица Гремија H.E.R и глумац Кен Џонг.

### Друга утакмица
| 4. јун 20.00 (18.00 по МДТ; 2.00 по ЦЕТ) | Извештај | Денвер нагетси 108, Мајами хит 111                                         | Денвер нагетси 108, Мајами хит 111 | Денвер нагетси 108, Мајами хит 111         | Бол арена, Денвер Гледаоци: 19.537 Судије: - Џон Гобл - Кортни Киркланд - Зек Зарба |  |
| 4. јун 20.00 (18.00 по МДТ; 2.00 по ЦЕТ) | Извештај | Четвртине: 23 : 26, 34 : 25, 26 : 24, 25 : 36                              |                                    |                                            | Бол арена, Денвер Гледаоци: 19.537 Судије: - Џон Гобл - Кортни Киркланд - Зек Зарба |  |
| 4. јун 20.00 (18.00 по МДТ; 2.00 по ЦЕТ) | Извештај | Поени: Никола Јокић 41 Скокови: Никола Јокић 11 Асистенције: Џамал Мари 10 |                                    | Гејб Винсент 23 Кевин Лав 10 Џими Батлер 9 | Бол арена, Денвер Гледаоци: 19.537 Судије: - Џон Гобл - Кортни Киркланд - Зек Зарба |  |
| 4. јун 20.00 (18.00 по МДТ; 2.00 по ЦЕТ) | Извештај | Мајами је изједначио на 1 : 1                                              |                                    |                                            | Бол арена, Денвер Гледаоци: 19.537 Судије: - Џон Гобл - Кортни Киркланд - Зек Зарба |  |

Кејлеб Мартин због болести није започео утакмицу, па је Ерик Сполстра у стартну поставу убацио ветерана Кевина Лава, који није уопште играо на претходној утакмици. Денвер није мењао стартну поставу. Пре ове утакмице је Денвер био непоражен на домаћем терену.
Прва четвртина је започела серијом Мајамија од 7-0. Макс Струс, који је у претходној утакмици имао шут из игре 0/10, постигао је први поен за Хит поготком за 3. Гејб Винсент је убацио још 4 поена и тиме поставио резултат 7-0 после нешто више од 2 минута игре. Никола Јокић је постигао прве поене за Денвер преко полагања за 2, да би Струс поставио резултат на 10:2 тројком у следећем нападу. Мајк Малоун је тражио тајмаут, а после њега обе екипе током минут и по игре нису постигле поен. Тројком Колдвел-Поупа је Денвер дошао на 10:5.  Следећа два напада се играло кош за кош, да би Мајами започео налет којим су на 4:56 у првој четвртини дошли на максималних 11 разлике уз резултат 21:10. Макс Струс је убацио још две тројке, а Џими Батлер 4 поена. Нагетси прилазе на 6 разлике преко Јокићевог полагања и Портерове тројке, али Струс одмах враћа тројку својим четвртим поготком из игре за 9 разлике. Пред крај четвртине је Денвер смањио разлику на 3 поена преко серије 6-0, и окончао прву четвртину са 26:23 за Мајами.
Нагетси су другу четвртину започели енергично, и направили су серију 12-0 којом су на 9:20 до краја полувремена повели са 39:29. После пар минута игре, и акција кош за кош, разлика је на 5:02 до краја четвртине нарасла на +15 за Денвер. Кевин Лав одмах у следећем нападу даје 3 поена, и уједно започиње серију Мајамија од 8-0 која је трајала нешто више од минут и по. Јокић прекида серију Хита својим 13. поеном преко поготка за 2, али Нагетси скоро 2 и по минута након тога нису постигли ниједан поен. За то време је Мајами смањио разлику на 5 поена на 2:05, после чега је уследио минут игре у којој ниједна екипа није постигла поен. На 55,7 секунди до полувремена Гејб Винсент прави фаул над Колдвел-Поупом при шуту за 3 поена. Колдвел-Поуп је погодио сва 3 бацања, па је резултат био 47:55. До краја полувремена је Мајами преко Батлера и Адебаја смањио разлику на 6 поена, и на полувреме се отишло са 51:57 за Нагетсе.
Хит је смањио разлику на почетку треће четвртине на 3 поена тројком Винсента. Гордон и Адебајо су одиграли кош за кош, да би после 2 поена Јокића Кевин Лав погодио тројку за 59:61 за Денвер. Јокић враћа тројку, а Винсент то поклапа својом, и разлика је само 2 поена за Нагетсе. Мајк Малон је тражио тајмаут, Јокић из аута промашује за 3, лопту хвата Кевин Лав, и баца Адебају у транзицији, да би га Јокић фаулирао. После гледања снимка, судије су пресудиле да је Никола Јокић спречио Адебаја да постигне кош на отвореној путањи ка њему (Clear path foul), и тиме је добио неспортску и своју трећу личну. Адебајо је погодио оба бацања и изједначио меч. Уследило је пар напада кош-за-кош, да би Бем Адебајо на 7:49 у четвртини фаулирао Николу Јокића на шуту за 3. Он је погодио сва 3 бацања, и онда је уследило скоро 2 минута у којој ниједна екипа није постигла поен. Мајкл Портер на 5:53 у четвртини погађа за 2, и води Денвер на +5. Батлер враћа на +3 са два бацања, и после 2 за 2 Адебаја и Јокића, резултат је био 70:73 за Денвер на 4:14 до краја четвртине. После једног минута без поена на обе стране, Брус Браун и Коди Зелер одржавају разлику двојкама, да би после нове Јокићеве двојке Кајл Лаури погодио за 3 и смањио разлику на 2 поена. После овога је Никола Јокић преузео утакмицу на себе, и направио је серију 6-0 којом је резултат после треће четвртине био 83:75 за Денвер.
У трећој четвртини је Џими Батлер имао 0/5 из игре, 4 асистенција, и 2/2 за бацања. Кевин Лав је постигао једну од 4 тројке, али је имао 5 скока. Бем Адебајо са 8 и Гејб Винсент са 6 поена су предводили Хит у овој четвртини. Са друге стране Никола Јокић је узео убедљиво највише шутева у својој екипи, и постигао је 18 од 26 поена Денвера. Имао је 6/10 из игре (1/2) за 3, 5/6 за бацања, и 5 скока али ниједну асистенцију.
Данкан Робинсон на почетку 4. четвртине смањује разлику на 5 поготком за 3 поена. Џеф Грин је после тога са 2 бацања повећао разлику на 7, после чега Мајами прави серију од 12-0. Робинсон је током серије дао 7 поена, а Гејб Винсент преосталих 5. Нагетси нису дали поен током 2 минута и 20 секунди, све док Никола Јокић на 8:59 у четвртини није погодио 2 бацања, и тиме поставио резултат на 90:87 за Хит. Бем Адебајо на асистенцију Лаурија постиже 2 поена за 5 разлике, и наредних 1:20 нико није постигао кош. Јокићевим 35. поеном Нагетси опет долазе на 3 разлике, на шта Џими Батлер одговара тројком која разлику пење на 6 поена. После 2 поена Џамала Марија, Батлер је фаулиран уз кош за 2 поена, а после додатног бацања је ефективно дао тројку, и разлика иде на +7. На Маријеву седму асистенцију Јокић из окрета погађа за 2, али у следећем поседу на 4,6 секунди до краја напада Кентавијус Колдве-Поуп прави фаул над Лауријем при шуту за 3 поена. После изгубљене лопте Николе Јокића, који је бацио лопту у аут при покушају додавања ка Портеру, Бем Адебајо закуцава под фаулом Портера, и после погођеног додатног бацања поставља резултат на 104:93 при 4:53 до краја утакмице. После нешто мање од минута Јокић постиже 39. поен на осму асистенцију Марија, да би после тога Кејлеб Мартин и Арон Гордон разменили по тројку. На 2:35 до краја утакмице Џамал Мари погађа тројку са искораком уназад, чиме је разлика постала 6 поена за Мајами. Батлер и Брус Браун су разменили двојке после тога. Данкан Робинсон на 1:29 промашује тројку, Денвер хвата лопту, и на 1:09 до краја утакмице Мари тројком смањује разлику на само 3 поена. У следећем нападу Мајами организује напад којим Адебајо улази у рекет у коме је остао само Колдвел-Поуп, и успешно га навлачи на фаул после ког Адебајо погађа оба бацања, и свој 20. и 21. поен. На 35,6 секунди до краја Јокић постиже свој 41. поен на 10. асистенцију Марија, и разлика је поново била 3 поена. Мајами је одиграо готово читав напад у коме је Џими Батлер скоро сво време имао лопту. При истеку напада се подиже за 3 поена и промашује, а његов промашај хвата Брус Браун на 11,4 секунди до краја утакмице. Денвер је имао 2 тајмаута, али Мајк Малон и Нагетси га нису тражили. У последњем нападу на утакмици Мари је имао лопту и прилику за брзих 2 поена, или за изједначење путем тројке. Играо је 1-на-1 са Батлером, и при истеку сата је покушао тројку са искораком уназад, али она се одбила од обруча, а лопту је ухватио Кејлеб Мартин. Коначни резултат утакмице је био 111:108 за Мајами, чиме је серија била изједначена на 1:1.
У последњој четвртини су за Мајами скоро сви играчи подједнако распоредили поене. Робинсон дао 10 поена уз шут 4/5 (2/3 за 3), Џими Батлер је дао 8, Адебајо 7, Винсент 5, а Лаури и Мартин по 3. Мајами је повео снажним налетом Робинсона и Винсента, и до краја утакмице је одржавао вођство, и одолео налету Денвера на самом крају утакмице. Са друге стране су за Денвер Никола Јокић и Џамал Мари постигли 18 од 25 поена у последњој четвртини, а и узимали су највише шутева.
Најбољи стрелац на утакмици за Мајами је био Гејб Винсент са 23 поена, уз шут из игре 8/12, од чега 4/6 за 3 поена, а убацио је и сва 3 бацања која је шутирао. Џими Батлер је имао 21 поен и 9 асистенција, а Бем Адебајо такође 21 поен и 9 скока. Макс Струс је након 0/10 из игре у првој утакмици сада имао 14 поена, од којих је 12 убацио у првој четвртини. Једини без поена код Мајамија је био Хејвуд Хајсмит, који за 6 минута и 8 секунди на терену није ниједном шутнуо на кош, нити имао бацања, а забележио је 1 скок у нападу.
Никола Јокић је био убедљиво најбољи стрелац и на мечу, и за Денвер са 41 поеном уз шут 16/28 (2/5 за 3), 7/8 за бацања, 11 скока, 4 асистенција, али и 5 изгубљених лопти. Џамал Мари је имао 18 поена уз шут 7/15 (3/8 за 3), 10 асистенција, и 4 скока. Двоцифрени код Нагетса су били још Арон Гордон са 12, и Брус Браун са 11 поена. Стартер Мајкл Портер Млађи је одиграо лошу шутерску партију са 5 поена, уз шут из игре 2/8 (1/6 за 3), и имао 6 ухваћених лопти. Ово је био трећи пут да Денвер губи утакмицу када Јокић убаци бар 40 поена.

### Трећа утакмица
| 7. јун 20.30 (2.30 по ЦЕТ) | Извештај | Мајами хит 94, Денвер нагетси 109                                             | Мајами хит 94, Денвер нагетси 109 | Мајами хит 94, Денвер нагетси 109                | Касеја центар, Мајами Гледаоци: 20.019 Судије: - #25 Тони Брадерс - #24 Кевин Скот - #58 Џош Тивен | ABC |
| 7. јун 20.30 (2.30 по ЦЕТ) | Извештај | Четвртине: 24 : 24, 24 : 29, 20 : 29, 26 : 27                                 |                                   |                                                  | Касеја центар, Мајами Гледаоци: 20.019 Судије: - #25 Тони Брадерс - #24 Кевин Скот - #58 Џош Тивен | ABC |
| 7. јун 20.30 (2.30 по ЦЕТ) | Извештај | Поени: Џими Батлер 28 Скокови: Бам Адебајо 17 Асистенције: Лаури и Струс по 5 |                                   | Џамал Мари 34 Никола Јокић 21 Јокић и Мари по 10 | Касеја центар, Мајами Гледаоци: 20.019 Судије: - #25 Тони Брадерс - #24 Кевин Скот - #58 Џош Тивен | ABC |
| 7. јун 20.30 (2.30 по ЦЕТ) | Извештај | Денвер је повео са 2 : 1                                                      |                                   |                                                  | Касеја центар, Мајами Гледаоци: 20.019 Судије: - #25 Тони Брадерс - #24 Кевин Скот - #58 Џош Тивен | ABC |

Пре ове, Мајами је претходне две утакмице код куће изгубио у финалу Источне конференције од Бостон селтикса, док су Нагетси имали низ од 3 победе у гостима, од чега једну у шестој утакмици против Финикс санса, и две против Лејкерса у финалу Запада.
Прва 5 поена на утакмици је постигао Мајами преко Бема Адебаја и Кевина Лава, а асистирао им је Макс Струс. Џамал Мари је у 10:25 у првој четвртини постигао прва 2 поена за Нагетсе. Уследило је пар напада кош-за-кош, и после Јокићевих првих поена на утакмици је на 9:37 резултат био 6:9 за Хит. Након нешто мање од минута игре без поена, Мари смањује разлику на 1 поен. Мајами је на 7:11 после Батлерових бацања водио 14:10, након чега скоро 2 и по минута нису постигли ниједан поен у четвртини. Денвер је направио серију 6-0 којом је на 5:08 до краја четвртине први пут повео на утакмици. Убрзо после тога Брус Браун фаулира Гејба Винсента при шуту за 3, и након што је Винсент погодио 2/3 бацања, резултат је био 16:16. Хит поново није постигао поене током 2 и по минута игре, али су Нагетси током тог периода постигли само 4 поена. Џими Батлер на 2:20 до краја четвртине смањује разлику на 2 поена, а минут касније је резултат био изједначен на 22:22. На 1:23 до краја четвртине је Реџи Џексон ушао за Денвер уместо Марија, и одиграо своје једине минуте у целој финалној серији. Последње поене у четвртини су разменили Џеф Грин и Кајл Лаури за 24:24.
Никола Јокић и Џамал Мари су од 24 поена Денвера у првој четвртини постигли 18. Јокић је имао 10 поена, 7 ухваћених лопти, и 3 асистенције, а Мари је имао 8 поена уз 3 асистенције. Џими Батлер је за Хит постигао 10 поена, имао 2 скока и 1 блокаду, Гејб Винсент је имао 5 поена, Адебајо по 4 поена и скока. Макс Струс је био без поена из 2 покушаја, али је имао 4 асистенција и 2 скока.
Денвер је на почетку друге четвртине отишао на +5 преко тројке Брауна и двојке Грина. Адебајо је затим постигао 5 везаних поена за Мајами, и тиме је на 8:59 до краја полувремена резултат био изједначен на 29:29. Кристијан Браун је постигао своја прва 4 поена на 4. и 5. асистенцију Јокића, али се на другој страни Кејлеб Мартин упалио, и на Браунове поене је одговорио тројкама. Након што је Кајл Лаури украо лопту Јокићу, Мартин је постигао свој осми везани поен, и одвео Мајами на +4. Мари враћа разлику на 1 својом тројком. Мартин је промашио за 3 у покушају да врати тројку, а у следећем нападу је фаулирао Бруса Брауна на улазу. Браун је погодио оба бацања, и на 6:40 до полувремена је Денвер водио 38:37. Након што после нешто више од минута игре нико није постигао поен, Мари постиже тројку за свој 14 поен. Јокић је том приликом забележио своју шесту асистеницју. Преко Батлера и Струса је Мајами повео са једним поеном, а напослетку су и повели са два поена. Мари и Јокић су наставили сарадњу којом Мари тројком враћа вођство, а Јокић бележи седму асистенцију. На 2:49 до полувремена је Јокић бацањима довео Денвер на 3 разлике, а ухватио је и 10. лопту и забележио дабл-дабл. Хит је преко Батлера пришао на 1 поен, а Мари је затим постигао свој 20. поен, и вратио на 3 разлике. Преко 2 Јокићева бацања је Денвер на полувреме отишао са вођством од 53:48.
Џамал Мари је био најбољи појединац Денвера у другој четвртини. Са 4/5 из игре (3/4 за 3) и 1/2 за бацања је постигао 12 поена, и имао по асистенцију и ухваћену. Никола Јокић је имао 0/2 из игре, али је погодио 4/4 бацања, имао 5 скока и 4 асистенција. У овој четвртини је постигао дабл-дабл. Арон Гордон је лоше шутирао; имао је 1/5 из игре, 0/2 бацања, док је с друге стране имао 5 скока, и по асистенцију и украдену лопту. Бем Адебајо је био најбољи стрелац Хита у овој четвртини са 9 поена и 6 скока, а пратио га је Кејлеб Мартин са 8 поена и по 2 скока и асистенције. Џими Батлер је одиграо лоше шутерски са 2/7 из игре, и 4 поена.
У трећој четвртини је Никола Јокић постигао прва 2 поена за Денвер на 4. асистенцију Арона Гордона. Наредних минут и по није било поена на обе стране. Макс Струс је промашио у 3 везана напада Мајамија, док су са друге стране по 1 промашај имали Гордон и Портер. На 10:18 до краја четвртине Јокић је забележио своју осму асистенцију набацивањем Гордону за закуцавање, чиме је разлика била +9 за Нагетсе. Нешто касније Гордон поново поентира на пету асистенцију Џамала Марија, и повећава разлику на +11. После тајмаута Ерика Сполстре Батлер постиже 3 за Мајами, а после лошег додавања Марија Макс Струс краде лопту, и бележи пету асистенцију додавањем Батлеру за 2 поена под кошем, чиме разлика брзо пада на 7 поена. Јокић и Адебајо размењују двојке, и у следећем нападу Јокић из окрета постиже 2 поена са полу-дистанце. У следећем нападу Хита Мари хвата Батлеров промашај, па у нападу промашује двојку из окрета, хвата свој промашај, и постиже свој 22. поен за +11 за Денвер. Са те две ухваћене лопте је имао 5 укупно. Кевин Лав тројком смањује на 8, да би Јокић на 6:54 до краја четвртине на осму Маријеву асистенцију повећао разлику на 10. Наредних 1:10 није било поена, све док Арон Гордон није погодио своје друго бацање на 5:35 до краја четвртине, чиме је Денвер отишао на +11. Мало мање од минута касније Гордон хвата своју девету лопту, и поставља резултат на 70:57. Одмах затим Џими Батлер постиже 3 поена у паду, а је Јокић у следећем нападу враћа. Нешто касније Јокић погађа друго бацање за свој 26. поен и 14 разлике за Нагетсе, што Батлер брзо враћа својим 23. поеном на +12. Уследила је серија од нешто мање од 2 минута током које Мајами није постигао поен, а Денвер је поенима Кристијана Брауна и Колдвел-Поупа отишао на +16. На 1:47 до краја четвртине Џими Батлер погађа своје друго бацање којим Мајами смањује на +15, да би уследила минијатура Кристијана Брауна. На 1:49 до краја четвртине Браун сече ка кошу и после Јокићеве 9. асистенције постиже свој осми поен за +17, затим пресеца Батлерову лопту ка Робинсону, и закуцава у контри за максималних +19 за Денвер на 50,2 секунди до краја треће четвртине.  При крају четвртине је Мајами брзом серијом 5-0 смањио разлику на +14. Дејвид Робинсон је на 4. асистенцију Кајла Лаурија постигао тројку, а Батлеровим полагањем, којим је постигао укупно 26 поена, Мајами је поставио резултат 82:68.
На почетку четврте четвртине скоро цео минут нико није постигао поен. Брус Браун и Никола Јокић су током тог периода забележили по блокаду, а са друге стране Гејб Винсент је пресекао лоше додавање Џамала Марија. Прве поене је преко два бацања постигао Бем Адебајо после треће личне Бруса Брауна, коме је то био брзи други фаул у четвртини. Мало касније Џамал Мари својим 24. поеном враћа разлику на +14. У следећем нападу Мајамија Брус Браун поново блокира Адебаја, бележећи тиме своју трећу блокаду укупно, Мари хвата своју пету лопту, и после асистенције Кристијана Брауна Јокић постиже свој 28. поен, и поставља резултат на 86:70 за Денвер. После промашаја Адебаја, Јокић на 9:44 до краја утакмице бележи свој двадесети скок, а тридесетак секунди касније је после личне грешке Џимија Батлера погодио оба бацања, и тиме поставио резултат на 88:70. Кајл Лаури двојком враћа на -16 за Мајами, а у следећем нападу Денвера прави своју 4. личну над Кристијаном Брауном, који је том приликом постигао 2 поена. Џамал Мари је том приликом забележио своју 9. асистенцију. После неуспешног напада Мајамија, Брус Браун хвата лопту, а Кристијан Браун постиже свој 15. поен, и на 8:28 до краја утакмице поставља резултат на 93:72 и максималних +21 за Нагетсе. Испоставиће се да Денвер после овог поена није постигао ниједан поен током 2:40 минута игре.
Ерик Сполстра је тражио тајмаут, и после њега Кајл Лаури тројком смањује разлику на 18 поена. Мајами око минут и по није постигао поен, све док Бем Адебајо после свог 15 скока није постигао свој 19. поен на 6:35 до краја игре. Мајк Малоун је тражио тајмаут, после ког је Кајл Лаури украо Марију лопту, и затим забележио своју 5. асистенцију када је Кејлеб Мартин положио лопту у кош и смањио разлику на -14. Марију је ово била пета изгубљена у четвртини. Одмах у следећем нападу Никола Јокић постиже трипл-дабл када је забележио 10. асистенцију за Марија, који је погодио за 2. После размене двојки Гејба Винсента, Колдвел-Поупа и Кајла Лаурија, резултат је на 4:37 до краја утакмице био 97:83 за Нагетсе. Минут касније Џамал Мари асистира Јокићу за његов 32. поен, и тиме бележи дабл-дабл пошто му је то била 10. асистенција. У том тренутку су му за трипл-дабл фалила 3 скока. Убрзо после те асистенције Јокић бележи своју четврту личну над Адебајом, после чега Денвер тражи тајмаут. Адебајо је погодио своје друго бацање, и смањио разлику на -15. У нападу после тога Мари полаже лопту преко Адебаја за свој 28. поен, и поставља резултат на 101:84. Током наредних минут и по игре је уследила серија Хита од 7-0, током које су Батлер и Адебајо погодили по 2 бацања, а Данкан Робинсон погодио за 3 на 1:32 до краја утакмице, и смањио разлику на -10. Током тог периода је Џамал Мари тек тада направио своју прву личну грешку и ухватио своју девету лопту на утакмици, а Јокић је направио своју пету од шест дозвољених личних грешака. После фаула Адебаја Мари погађа оба бацања и стиже до 30 поена, али у следећем нападу Робинсон тројком наставља серију Мајамија, и после јако дуго времена на 1:22 до краја утакмице разлика пада испод 10 поена, при резултату 103:94. Мајами је после Робинсонове тројке играо пресинг преко целог терена, и удвајали су Марија одмах испод његовог коша при извођењу аута. Мари је том приликом направио критичан фаул у нападу, а судије су и разматрале да пресуде неспортску личну, али су после гледања снимка одустале од тога.
После извођења аута Адебајо промашује са полу-дистанце, Кентавијус Колдвел-Поуп хвата врло битну лопту, и одлази на линију за слободна бацања после фаула Хејвуда Хајсмита на 1:14 до краја. Колдвел-Поуп је погодио оба битна бацања, и разлика је отишла на +11 за Денвер. Кејлеб Мартин је промашио тројку за Мајами у следећем нападу, а промашај је ухватио Јокић, коме је то била 21. ухваћена лопта. Он је додао лопту Марију, кога је Мартин фаулирао и послао да шутира бацања. После оба погођена бацања, Денвер је водио 107:94. У међувремену је Сполстра у игру убацио Николу Јовића и Омера Јурцевена, док је са друге стране уместо Јокића ушао Џеф Грин. Последњи покушај Мајамија да ухвати прикључак је био преко шута Робинсона за 3, који је том приликом промашио, али је лопта од Грина отишла у аут, па је Мајами имао још једну шансу. Из аута је лопта напослетку поново отишла до Робинсона над којим је Колдвел-Поуп играо тесну одбрану, па је после изнуђене тројке Робинсон на 39,7 секунди до краја утакмице поново промашио, а Арон Гордон је забележио дабл-дабл својом десетом ухваћеном лоптом. Гордон је бацио лопту Марију, а Мартин га је фаулирао како би обе екипе "испразниле клупе", тј. убациле играче који уопште до тада нису играли. Овом приликом је оборен НБА рекорд за најстаријег играча који је играо у финалу, када је Јудонис Хаслем са 2 дана пре 43. рођендана уместо Мартина ушао на утакмицу у задњих 30-ак секунди. Са друге стране су у игру ушли Чанчар, Вотсон, Наџи и Брајант, а једино је остао Џамал Мари који је шутирао бацања, и коме је један скок фалио за трипл-дабл. Мари је погодио оба бацања, и том приликом постигао 34 поена и поставио резултат на 109:94. У последњем нападу за Мајами, и на утакмици, лопта је дошла до Хаслема кога је чувао Мари. На позиве публике Хаслем је шутирао и промашио за 2, Јурцевен је ухватио промашај и извукао се да шутира тројку коју је промашио. На 5,2 секунде до краја тај промашај је ухватио Џамал Мари, који је том приликом коначно забележио трипл-дабл на овој утакмици. Денвер је повео са 2:1 у серији резултатом 109:94. Хаслем до краја финала није улазио ниједном на утакмицу, чиме је Карим Абдул-Џабар задржао рекорд као најстарији играч у финалу који је постигао поен. Он је имао 42 године и 58 дана када је у четвртој утакмици финала 1989. постигао поен.

### Четврта утакмица
| 9. јун 20.30 (2.30 по ЦЕТ) | Извештај | Мајами хит 95, Денвер нагетси 108                                              | Мајами хит 95, Денвер нагетси 108 | Мајами хит 95, Денвер нагетси 108            | Касеја центар, Мајами Гледаоци: 20.184 Судије: - #48 Скот Фостер - #55 Бил Кенеди - #60 Џејмс Вилијамс | ABC |
| 9. јун 20.30 (2.30 по ЦЕТ) | Извештај | Четвртине: 21 : 20, 30 : 35, 22 : 31, 22 : 22                                  |                                   |                                              | Касеја центар, Мајами Гледаоци: 20.184 Судије: - #48 Скот Фостер - #55 Бил Кенеди - #60 Џејмс Вилијамс | ABC |
| 9. јун 20.30 (2.30 по ЦЕТ) | Извештај | Поени: Џими Батлер 25 Скокови: Бам Адебајо 11 Асистенције: Батлер и Лаури по 7 |                                   | Арон Гордон 27 Никола Јокић 12 Џамал Мари 12 | Касеја центар, Мајами Гледаоци: 20.184 Судије: - #48 Скот Фостер - #55 Бил Кенеди - #60 Џејмс Вилијамс | ABC |
| 9. јун 20.30 (2.30 по ЦЕТ) | Извештај | Денвер је повео са 3 : 1                                                       |                                   |                                              | Касеја центар, Мајами Гледаоци: 20.184 Судије: - #48 Скот Фостер - #55 Бил Кенеди - #60 Џејмс Вилијамс | ABC |

На дан одржавања ове утакмице је био рођендан двојици играча Мајамија: Јудонису Хаслему и Николи Јовићу. Хаслем је пунио 43, а Јовић 20 година.
Мајами је започео утакмицу са Кевином Лавом на четворци као и на претходне две утакмице, док Денвер није мењао стартну поставу. Током прве четвртине су обе екипе шутирале мало лошије. Код Нагетса су Мајкл Портер Млађи имао 0/4 из игре уз 2 ухваћене лопте, и Арон Гордон 0/2 уз 2 асистенције били без погодака и поена из игре. Главни стрелци екипе су били Јокић и Мари са по 6 поена, и Колдвел-Поуп са 4. Са друге стране су Џими Батлер са 9 поена (4/5 из игре) и Адебајо са 4 предводили Хит, али је и код њих било играча са лошим шутем. Макс Струс је имао 0/2, док је Гејб Винсент имао 0/4. Јокић је током прве четвртине изврнуо чланак. На 2 : 21 до краја прве четвртине је Денвер водио 18:11, али је Мајами брзом серијом 6 : 0 изједначио резултат, да би прву четвртину победили 21:20 поготком Батлера за 3 уз звук сирене за њен крај.
У другој четвртини су се за Нагетсе нападачки активирали Мајкл Портер, Никола Јокић, и нарочито Арон Гордон. Портер је имао 7 поена, Јокић 10, а Гордон 15 уз 6/7 из игре, укључујући и 2/2 за три поена. Џамал Мари је имао 0/2, али је додао 4 асистенције. За Мајами је Кајл Лаури, ветеран који плански улази са клупе, имао 10 поена и 3 асистенције, уз 6/6 са линије за слободна бацања. Адебајо је додао 5 поена, док је Џими Батлер дао 5 поена уз 3 асистенције. Кејлеб Мартин је додао 4 уз шут 2/3, док је Гејб Винсент у другој утакмици у низу имао 3 личне грешке и ниједан поен у другој четвртини. На 1:36 до краја друге четвртине је Денвер водио 54:45, али се Мајами на крају приближио на 55:51 после закуцавања Адебаја.
Нагетси су наставили да добро шутирају и у трећој четвртини. Гордон је био без промашаја, и постигао је 9 поена уз шут из игре 4/4, укључујући и 1/1 за три поена. Јокић је имао 6 поена, 6 ухваћених лопти, 2 асистенције и 2 украдене. Џамал Мари је дао 6 поена уз шут 2/6, и додао је 5 асистенција уз по једну крађу и ухваћену. Брус Браун је са клупе дао 5 поена. Мајами је у 3. четвртини имао лошији проценат шута. Кевин Лав је имао 9 поена уз шут 3/4 (2/3 за 3), али су и Џими Батлер и Бам Адебајо имали 1/4 из игре. Батлер је убацио и 2 бацања, па је имао укупно 4 поена.  Денвер је трећу четвртину добио 31:22, и на крају треће је водио 13 разлике уз резултат 86:73.
Хит је током плеј-офа 2022/23. имао јако добре наступе у четвртој четвртини, а током ове финалне серије наставили да имају јаке налете на самом њеном отварању. Првих минут и по није било никаквих поена, све док Данкан Робинсон на асистенцију Кајла Лаурија није погодио тројку за 86:76. Поново није било поена на обе стране до 9:13 у четвртини. У међувремену је Јокић на 9:41 направио 4. личну грешку у одбрани, а само двадесетак секунди касније и 5. личну у нападу. Пошто би га само једна лична избацила из утакмице, тренер Мајк Малоун га мења за Гордона, који убрзо прави фаул преко кога Бам Адебајо постиже 2 поена преко слободних бацања. Гордон је у следећем нападу промашио за 3, што Џими Батлер користи, и преко коша уз фаул Марија Мајами стиже на 86:80, а после додатног бацања разлика је са 13 спала на само 5. Џамал Мари сече серију од 8-0 тројком, на шта Батлер узвраћа двојком за 89:83. Мари и Адебајо промашују за 2 поена, да би Гордон постигао свој 27. поен на 10. асистенцију Марија. Хит узвраћа Робинсоновим поготком за 2, и резултат је 91:85. Џеф Грин постиже битну тројку на 11. асистенцију Џамала Марија за 94:85, а затим Гордон на 6:05 до краја прави четврту личну на Џимију Батлеру, који је погодио оба бацања за 94:87. У следећем нападу Колдвел-Поуп промашује за 3, затим Мари промашује за 2, и лопту узима Батлер за прилику да смањи разлику на 5 или 4 поена. Одиграо је 1-на-1 са Колдвел-Поупом, који га је најпре блокирао, да би на крају украо лопту коју је напослетку резервиста Брус Браун убацио за 96:87. Јокић са 5 фаула улази уместо Грина на 4:09 до краја. Мајами није постигао ниједан поен током нешто више од 3 минута од Батлерових бацања на 6:05, а испоставиће се да је Брус Браун са 11 поена у четвртој четвртини довео Нагетсе до треће победе у серији, и укупног резултата 3:1. Коначан резултат на утакмици је био 108:95.
Арон Гордон је био најбољи стрелац Денвера са 27 поена, што му је лични рекорд у плеј-офу, 7 ухваћених, и 6 асистенција. Никола Јокић је имао дабл-дабл са 23 поена и 12 ухваћених. Брус Браун је са клупе убацио 21 поен уз 8/11 из игре, од чега 11 од Денверових 22 у четвртој четвртини када се ломио резултат. Џамал Мари се са 12 асистенција и ниједном изгубљеном придружио Меџику Џонсону и Роберту Риду као јединим играчима који су у финалу имали утакмицу са бар 12 асистенција без изгубљених лопти. 
Код Мајамија је Џими Батлер имао 27 поена, 7 скока и 7 асистенција. Бем Адебајо је имао дабл-дабл са 20 поена и 11 скока, док је Кајл Лаури са клупе убацио 13 поена и 7 асистенција. Данкан Робинсон је убацио 12 уз 5/7 из игре и имао 3 асистенције, а Кевин Лав је дао 12 поена уз шут 4/6 (3/4 за 3) и 4 скока.

### Пета утакмица
| 12. јун 20:30 по МДТ (6:30 pm ЦЕТ) | Извештај | Денвер нагетси 94, Мајами хит 89                                          | Денвер нагетси 94, Мајами хит 89 | Денвер нагетси 94, Мајами хит 89            | Бол арена, Денвер Колорадо Гледаоци: 19.537 Судије: - #8 Марк Дејвис - #16 Дејвид Гатри - #58 Џош Тивен | АБЦ |
| 12. јун 20:30 по МДТ (6:30 pm ЦЕТ) | Извештај | Четвртине: 22-24, 22-27, 26-20, 24-18                                     |                                  |                                             | Бол арена, Денвер Колорадо Гледаоци: 19.537 Судије: - #8 Марк Дејвис - #16 Дејвид Гатри - #58 Џош Тивен | АБЦ |
| 12. јун 20:30 по МДТ (6:30 pm ЦЕТ) | Извештај | Поени: Никола Јокић 28 Скокови: Никола Јокић 16 Асистенције: Џамал Мари 8 |                                  | Џими Батлер 21 Бам Адебајо 12 Џими Батлер 5 | Бол арена, Денвер Колорадо Гледаоци: 19.537 Судије: - #8 Марк Дејвис - #16 Дејвид Гатри - #58 Џош Тивен | АБЦ |
| 12. јун 20:30 по МДТ (6:30 pm ЦЕТ) | Извештај | Денвер постао шампион, (4 : 1 у серији)                                   |                                  |                                             | Бол арена, Денвер Колорадо Гледаоци: 19.537 Судије: - #8 Марк Дејвис - #16 Дејвид Гатри - #58 Џош Тивен | АБЦ |

На самом почетку утакмице су сви навијачи договорно у хали стојали док Нагетси не постигну поен. Обе екипе су у првој четвртини шутирале лоше. Бем Адебајо је постигао први кош за Мајами после 17 секунди игре, а следећи кош и на утакмици, и за Хит је, након скоро минут игре, постигао Макс Струс поготком за 3 поена. Прве поене за Денвер је постигао Колдвел-Поуп шутем за 2 у 10. минуту четвртине, да би након низа промашаја и добрих одбрана са обе стране, после скоро два минута игре он поново дао кош за 2 поена. Убрзо после тога је Арон Гордон постигао 2 поена, чиме је на 7:48 до краја четвртине било 6:5 за Нагетсе. Уследио је нови низ промашаја који је трајао око минут. Током њега је Гордон зарадио другу личну, а Џими Батлер, који погађа око 80% слободних бацања, једном приликом је промашио оба после фаула на шуту. Денвер је направио серију 6-0, да би Мајами углавном преко Адебаја и Лаурија на 3:46 до краја прве стигао на 14:16. Око минут касније је Никола Јокић зарадио другу личну, а пошто је и Гордон имао 2 личне, Џеф Грин је привремено чувао Адебаја. Хит је то искористио, па је напад скоро увек завршавао Адебајо, који је имао своју мини-серију од 6-0 којом је Мајами отишао на 22:18. Мајк Малон је по први пут у финалној серији убацио центра ветерана Деандре Џордана да обузда Адебаја, што је успело пошто је он до краја дао само један кош на 21.7 секунди до краја. У међувремену је поново дошло до нове серије промашаја на обе стране, а последња 4 поена у четвртини за Денвер је дао Мајкл Портер Млађи преко два полагања. Мајами је водио 24:22.
Џими Батлер је отворио другу четвртину са своја 4 неузвраћена поена. Као и у претходној четвртини, и у овој су обе екипе тешко долазиле до поена и било је доста промашаја. Прве поене за Денвер је постигао Гордон након што је погодио друго бацање на 10:17 у четвртини. Мајами је углавном преко Кејлеба Мартина и Дејвида Робинсона отишао на максималних 10 разлике на 7:17 до краја полувремена, при резултату 39:29. Нагетси су прилазили и на 4 и 3 поена, али Кајл Лаури је оба пута враћао разлику тројком. После новог низа изгубљених лопти за Денвер, и промашаја за Мајами, Батлер даје кош којим Мајами одлази на 47:39. На полувреме се отишло вођством Хита од 51:44.
Јокићевим поенима на почетку треће четвртине је Денвер пришао на 4 поена, али су је Макс Струс и Гејб Винсент вратили са по једним шутом за 2. Денвер је прилазио Хиту, а они су одмицали до отприлике 8. минута, када је Денвер направио серију која је напослетку изједначила резултат на 60:60. После тројке Џамала Марија за 60:60, обе екипе нису постигле кош око минут, све док Макс Струс за Мајами није дао полагање, чиме је Хит повео са 62:60. Уследио је нови низ добрих одбрана, промашаја, и грешака који је трајао нешто мање од два минута, и за чије време трајања није постигнут ниједан поен. На 3:58 до краја четвртине Мартин постиже нова 2 поена за Мајами, после чега следећи кош долази на 2:45, када Брус Браун после скока у нападу постиже двојку за 62. поен Нагетса. Између 60-ог и 62-ог поена за Денвер је прошло скоро тачно 4 минута. После блокаде Јокића Портер хвата лопту, и у следећем нападу постиже 2 поена којим се резултат изједначио на 64:64. На 1:49 до краја Кристијан Браун погађа 2 бацања, и Портер погађа за 3, чиме Денвер после дуго времена одлази на вођство од 3 поена, које Адебајо смањује на 1. До краја четвртине је Јокић после фаула над њим погодио 1/2 бацања, а Кајл Лаури је тројком којом је Мајами повео 71:70 постигао последње поене у четвртини.
Као и у свакој претходној, и у четвртој четвртини су обе екипе доста промашивале, и тешко се долазило до поена. Примера ради, резултат од 79:76 за Денвер је био на семафору од 9:18 у четвртини, до 6:43 када је Мари погодио за 2, чиме је Денвер отишао на +5. Следећи кош на утакмици, и за Нагетсе, постигао је Јокић после тачно два минута, чиме је разлика отишла на +7. Мајами Хит у међувремену од тројке Лаурија на 9:38 у четвртини није постигао кош све до 4:29 до краја утакмице, када је Џими Батлер, који се целу утакмицу мучио са шутом, погодио за 3 одмах после Јокићевог коша за +7. Мајами је сада био на 4 разлике, али је у следећем нападу Колдвел-Поуп вратио тројку, и разлика је поново била 7 поена. И Батлер враћа тројку, па је разлика поново +4 за Денвер. Мајкл Портер није успео да врати тројку у следећем нападу, и у контри Мајамија је уследио можда и најконтроверзнији тренутак на утакмици. 
При резултату 86:82 за Денвер Кајл Лаури напада кош, међутим услед пуног рекета у коме су били Јокић и Портер, он није шутирао, и изашао је близу линије за 3 поена у углу, и додао лопту Џимију Батлеру који је натрчавао на тројку. Портер му је пришао са подигнутом руком без контакта како би му отежао шут, док је Арон Гордон утрчавао у покушају да блокира Батлеров шут за 3. Батлер се подиже за 3 поена, и судије пресуђују фаул Гордону на шуту за 3 поена, чиме би Мајами имао шансу да приђе на само 1 разлике. Ово се одвило одмах испред резервне клупе Нагетса, и тренер Мајк Малоун је уз подршку асистената тражио челенџ на одлуку. Током поновног разматрања одлуке је на ТВ преносу приказан снимак ситуације, и видело се да је Батлер при шуту избацио десну ногу и тиме благо закачио Гордона у пределу ногу. Коментатори са ESPN-a су били убеђени да ће одлука бити преокренута, а Марк Џексон је рекао да би у неком врло крајњем случају Батлеру могла бити свирана и првостепена неспортска (Flagrant one). На изненађење коментатора, а и публике, судије су одлучиле да првобитна одлука о фаулу на шуту за 3 неће бити оборена, уз образложење да је Батлер при шуту био у природном покрету који је Гордон нарушио уласком у његову путању. Батлер је погодио сва три бацања, и разлика је пала на само 1 поен уз резултат 85:86. Портер је у следећем нападу промашио за 2, а Батлер, који се упалио у четвртој четвртини, на другој страни доводи Мајами у вођство резултатом 87:86. Јокић поготком за 2 враћа вођство Денверу, а Батлер поново бацањима враћа Мајами у вођство од 1 поен. Брус Браун је ушао за Денвер уместо Портера после првог Батлеровог бацања, и убрзо постиже врло битне поене након Маријевог промашаја, којим Нагетси одлазе на +1 на 1:31 до краја утакмице. Скоро један минут ниједна екипа није постигла поене, а на 27,4 секунди до краја Колдвел-Поуп прави врло битан одбрамбени потез пресецањем Батлеровог додавања. Лаури га је фаулирао, а Поуп је погодио два веома битна бацања за +3 за Денвер. Ерик Сполстра је тражио тајмаут, и убацио Данкана Робинсона, који је погађао битне тројке за Мајами током целог плеј-офа. Џими Батлер је промашио за 3, а његов промашај је за Нагетсе ухватио Брус Браун, кога је Макс Струс одмах фаулирао. Браун погађа оба бацања, чиме разлику води на +5 и два поседа. Хит је поново тражио тајмаут, а Лаури је промашио за 3 на 12,5 секунди до краја утакмице. Кентејвијус Колдвел-Поуп је ухватио Лауријев промашај, а пошто Мајами није хтео да га фаулира - утакмица се завршила победом Нагетса од 94:89. Ово им је била четврта победа у серији, и тиме су освојили своје прво НБА финале у свом првом учешћу. Никола Јокић је по окончању утакмице прилазио и поздравио сваког играча и тренера Мајамија.
И Денвер и Мајами су на овој утакмици лоше шутирали, губили лопте и тешко долазили до поена. Нагетси су до ове утакмице у просеку шутирали 37,6% за три, да би на овој утакмици шутирали 18%, а у првом полувремену само 6,7% (шут 1/15). Поврх тога, екипно су шутирали 13/23 са слободних бацања, и имали 14 изгубљених лопти. Мајами је са друге стране шутирао 34,4% из игре, и имао 13 скока мање од Денвера. 
Нагетси су освајањем титуле постали друга екипа првобитно основана у АБА лиги која је освојила НБА. Сан Антонио спарси су прва таква екипа која је освојила финале (2000. године), док је Индијана изгубила финале 2000, а Нетси финала 2002. и 2003. Ово им је прва титула после 56 година постојања у АБА и НБА, а и први су шампиони из Западне конференције ван Калифорније и Тексаса од Сијетл суперсоникса и финала 1979. Колорадо рокиси су после овог финала остали једина екипа из Денвера у 4 главна спорта у САД који још увек нема освојено првенство. Денвер бронкоси су три пута освајали Супербоул, а Колорадо аваланч има 3 Стенли купа. Рокиси су 2007. играли финале МЛБ, али су их Бостон Ред Сокси почистили са 4:0.
Јудонис Хаслем се после ове утакмице званично пензионисао после 20 сезона у лиги. Сво време је играо за Мајами хит, и учествовао је у свим њиховим финалима, а у овом је постао најстарији играч који је играо у финалу, када је два дана пред 43. рођендан одиграо последњи минут у трећој утакмици.

## Учинак играча

### Денвер нагетси
| Играч                   | ОУ | СУ | МПУ  | ПШ%  | 3П%  | СБ%  | СПУ  | АПУ  | УПУ | БПУ | ППУ  |
| ----------------------- | -- | -- | ---- | ---- | ---- | ---- | ---- | ---- | --- | --- | ---- |
| Никола Јокић            | 5  | 5  | 41.2 | 58,3 | 42,1 | 83,8 | 14.0 | 7.2  | 0.8 | 1.4 | 30.2 |
| Џамал Мари              | 5  | 5  | 42.2 | 45,1 | 38,7 | 92,9 | 6.2  | 10.0 | 1.0 | 0.0 | 21.4 |
| Арон Гордон             | 5  | 5  | 35.6 | 60,4 | 55,6 | 46,7 | 7.4  | 3.0  | 0.8 | 0.6 | 14.0 |
| Мајкл Портер Млађи      | 5  | 5  | 29.4 | 32,8 | 14,3 | 75   | 8.4  | 0.8  | 0.0 | 0.4 | 9.6  |
| Кентавијус Колдвел-Поуп | 5  | 5  | 34.2 | 35,5 | 26,3 | 76,9 | 3.4  | 1.4  | 1.4 | 1.2 | 7.4  |
| Брус Браун              | 5  | 0  | 26.8 | 45,7 | 36,8 | 72,7 | 4.4  | 1.0  | 1.0 | 0.8 | 11.4 |
| Кристијан Браун         | 5  | 0  | 16.4 | 70,6 | 0    | 55,6 | 2.0  | 1.2  | 1.0 | 0.4 | 5.8  |
| Џеф Грин                | 5  | 0  | 13.0 | 88,9 | 100  | 100  | 0.4  | 0.6  | 0.2 | 0.0 | 4.8  |
| Деандре Џордан          | 1  | 0  | 3.0  | —    | —    | —    | 0.0  | 0.0  | 0.0 | 1.0 | 0.0  |
| Реџи Џексон             | 1  | 0  | 1.0  | 0    | 0    | —    | 1.0  | 1.0  | 0.0 | 0.0 | 0.0  |
| Томас Брајант           | 1  | 0  | 0.0  | —    | —    | —    | 0.0  | 0.0  | 0.0 | 0.0 | 0.0  |
| Влатко Чанчар           | 1  | 0  | 0.0  | —    | —    | —    | 0.0  | 0.0  | 0.0 | 0.0 | 0.0  |
| Зик Наџи                | 1  | 0  | 0.0  | —    | —    | —    | 0.0  | 0.0  | 0.0 | 0.0 | 0.0  |
| Пејтон Вотсон           | 1  | 0  | 0.0  | —    | —    | —    | 0.0  | 0.0  | 0.0 | 0.0 | 0.0  |

### Мајами хит
| Играч           | ОУ | СУ | МПУ  | ПШ%  | 3П%  | СБ%  | СПУ  | АПУ | УПУ | БПУ | ППУ  |
| --------------- | -- | -- | ---- | ---- | ---- | ---- | ---- | --- | --- | --- | ---- |
| Бем Адебајо     | 5  | 5  | 41.8 | 45,5 | 0    | 90,5 | 12.4 | 3.2 | 0.4 | 0.8 | 21.8 |
| Џими Батлер     | 5  | 5  | 41.0 | 41,3 | 36,8 | 80,6 | 4.6  | 6.4 | 0.8 | 0.6 | 21.6 |
| Гејб Винсент    | 5  | 5  | 28.4 | 38,2 | 33,3 | 83,3 | 0.4  | 2.4 | 1.0 | 0.2 | 11.4 |
| Макс Струс      | 5  | 5  | 25.0 | 23,3 | 18,8 | 75,0 | 4.8  | 3.0 | 0.2 | 0.6 | 5.8  |
| Кевин Лав       | 4  | 4  | 17.8 | 37,5 | 40,0 | 100  | 4.5  | 0.3 | 0.8 | 0.5 | 6.8  |
| Кејлеб Мартин   | 5  | 1  | 28.4 | 37,5 | 33,3 | 100  | 4.4  | 1.2 | 1.0 | 0.6 | 7.4  |
| Кајл Лаури      | 5  | 0  | 29.2 | 42,5 | 42,3 | 100  | 4.0  | 4.8 | 1.0 | 0.2 | 10.8 |
| Данкан Робинсон | 5  | 0  | 18.8 | 50,0 | 42,9 | 0    | 1.2  | 1.6 | 0.2 | 0.4 | 7.8  |
| Хејвуд Хајсмит  | 5  | 0  | 7.0  | 70,0 | 50,0 | 100  | 0.8  | 0.0 | 0.4 | 0.2 | 3.6  |
| Коди Зелер      | 5  | 0  | 5.4  | 50,0 | —    | —    | 1.0  | 0.2 | 0.0 | 0.2 | 0.8  |
| Никола Јовић    | 2  | 0  | 1.0  | 0    | —    | —    | 0.5  | 0.0 | 0.0 | 0.0 | 0.0  |
| Омер Јурцевен   | 2  | 0  | 1.0  | 0    | 0    | —    | 0.5  | 0.0 | 0.0 | 0.0 | 0.0  |
| Јудонис Хаслем  | 1  | 0  | 0.0  | 0    | —    | —    | 0.0  | 0.0 | 0.0 | 0.0 | 0.0  |

## Прослава
Убрзо по окончању утакмице су саопштени резултати гласања за MVP-ја финала. Никола Јокић је освојио свих 11 гласова, укључујући и глас Марка Џексона, који је направио шалу на свој рачун да је сада исправно гласао, пошто је претходно био једини који током избора MVP-ја није уоште ставио Јокића на својој усмереној листи од 5 гласа. Јокић је постао први центар који је, после 21 године и Шакила О'Нила, освојио звање најкориснијег играча финала. Трофеј за MVP-ја финала, који од ове сезоне носи име Била Расела, Јокићу је уручио комесар лиге Адам Силвер, уз речи да би и Раселу било драго што је центар освојио тај трофеј.
Арон Гордон је 14. јуна прослављао победу са навијачима на улицама Денвера.
Прослава поводом освајања титуле се одржала у Денверу у четвртак 15. јуна. На званичном сајту клуба је наведено да ће окупљање почети од 10 ујутру. Путања параде се кретала од главне железничке станице Денвера, до парка у Грађанском центру (енгл. Civic Center Park), и била је идентична оној коју су имали Колорадо аваланчи 2022. године када су освојили Стенли куп. Играчи, тренери и поједини чланови њихових породица су парадирали вожњом на ватрогасном камиону. Деандре Џордан и Џеф Грин су у једном тренутку сишли са камиона, и ходали су улицом поздрављајући окупљене. Иако је Кентавијус Колдвел-Поуп већ освојио титулу 2020. године, због Ковида је парада била отказана, па му је ово била прва парада уз другу титулу. Захваљивао се навијачима, а и у шали је интервјуисао Арона Гордона.
Током параде је један полицајац био повређен пошто му је камион који превози екипу прегазио ногу. Такође је Наталија Јокић, Николина жена, била погођена лименком пива. Према писању FOX-а, навијачи су током параде бацали на камион дресове, и лименке пива играчима како би их они попили, па се током тог добацивања једна лименка одбила од камион. Убрзо после параде је дошло до масовне пуцњаве у Денверу, у којој је бар 9 особа рањено и повређено.
Освајачи НБА лиге почетком следеће године традиционално посећују Белу кућу и председника САД.

## Рекорди
- Никола Јокић је први играч у историји НБА који је у плеј-офу био први играч по броју поена, ухваћених лопти, и асистенција.[62]
- Никола Јокић и Џамал Мари су први двојац у НБА историји који је забележио трипл-даблове са бар 30 поена у истој утакмици. То су учинили при победи Денвера у трећој утакмици.[63]
- Јудонис Хаслем је постао најстарији играч који је играо у финалима НБА када је 2 дана пре 43. рођендана играо у задњем минуту треће утакмице. Претходни рекордер са 42 године и 58 дана је био Карим Абдул-Џабар, а пошто Хаслем није поентирао у финалу, Абдул-Џабар је остао најстарији играч који је дао поен у финалу.[37]

## Занимљивости
- На дан одржавања четврте утакмице у серији, 9. јуна, био је рођендан двојици играча Мајамија: Јудонису Хаслему и Николи Јовићу. Хаслем је пунио 43, а Јовић 20 година.[38]
- Једини играч пре овог финала из Денвера који је освојио шампионску титулу је био Кентавијус Колдвел-Поуп, који ју је освојио са Лејкерсима 2020.
- У екипи Мајами хита Јудонис Хаслем, Кевин Лав и Кајл Лаури су претходно освајали титуле.
- Денвер је у свом саставу имао ветерана Џефа Грина, коме је ово једанаеста екипа у НБА за коју наступа, и Иша Смита, који је рекордер у историји НБА са 13.
- Јудонис Хаслем, ветеран Мајами хита који има 43 година, учествовао је у сваком финалу који је Мајами играо у својој досадашњој историји. Уласком у трећој утакмици је постао најстарији играч који је играо у финалима лиге.[37] Најмлађи играч који је играо у финалу НБА је Дарко Миличић, који је имао нешто мање од 19 година у финалу 2004.[64]
- Од српских кошаркаша и тренера у овом финалу за Нагетсе је играо Никола Јокић, а један од помоћних тренера је био Огњен Стојаковић, док је за Мајами играо Никола Јовић.
- Током преноса једне утакмице на ABC-ју је на кратко намерно био пуштен део преноса на српском језику, који су уживо на лицу места обрађивали Един Авдић и Ненад Костић.
- Нагетси су освајањем титуле постали друга екипа првобитно основана у АБА лиги која је освојила НБА. Сан Антонио спарси су прва таква екипа која је освојила финале (2000. године), док је Индијана изгубила финале 2000, а Нетси финала 2002. и 2003.
- Нагетсима је ово прва титула после 56 година постојања у АБА и НБА, а и први су шампиони из Западне конференције ван Калифорније и Тексаса од Сијетл суперсоникса и финала 1979.
- Колорадо рокиси су после овог финала остали једина екипа из Денвера у 4 главна спорта у САД (амерички фудбал, бејзбол, кошарка, хокеј на леду) који још увек нема освојено првенство. Денвер бронкоси су три пута освајали Супербоул, а Колорадо аваланч има 3 Стенли купа. Рокиси су 2007. играли финале МЛБ, али су их Бостон Ред Сокси почистили са 4:0.
- Огњен Стојаковић је трећи српски тренер који је као помоћник главног тренера освојио НБА титулу. Пре њега су то урадили Игор Кокошков са Пистонсима 2004, и Дејан Милојевић са Вориорсима у финалу НБА 2022.
- Никола Јокић је после Немања Бјелице 2022, Дарка Миличића 2004, Пеђе Стојаковића 2011, и Огњена Кузмића 2015 четврти Србин који је постао шампион НБА као играч. За сада ниједан бивши играч КК Партизан нема НБА титулу.
- Никола Јокић и Влатко Чанчар су прва два играча из КК Меге који су освојили НБА титулу.
- Влатко Чанчар није први Словенац који има НБА титулу, Рашо Нестеровић је 2005. узео титулу са Сан Антонио спарсима.
- У Србији је Арена спорт директно преносила ово финале. Коментатори су били чувени двојац Един и Коле (Един Авдић и Ненад Костић). Уживо су преносили утакмицу у дворанама Денвера и Мајамија, а и пар пута су интервјуисали Николу Јокића и Николу Јовића из Мајамија. Преносили су и параду Нагетса,[65] а четврта утакмица је била стримована на Јутјубу.[66]